# Български национален съюз
Българският национален съюз (официално регистрирана като Български Национален Съюз – Еделвайс), съкратено БНС „Еделвайс“, е крайнодясна неформална организация в България със седалище в София, създадена през 2001 г. Организацията е наследник на фашисткия Съюз на българските национални легиони (1932 – 1943), воден от генерал Христо Луков.

## История
БНС е най-старата съществуваща националистическа организация в България към този момент. Създателите на организацията в началото на хилядолетието са Никола Пасков, Никола Манчев, Боян Расате и Звездомир Андронов.
Първият лидер на организацията е Боян Станков с псевдоним Расате, водещ сваленото от ТВ ефир предаване „Национална гвардия“ по „Балкан българска телевизия“. През 2010 г., малко преди скандал с порноснимки, за които се твърди, че го показват със съпругата му в оргия, той се оттегля от председателския пост. На негово място са избрани за съпредседатели Звездомир Андронов, Асен Кръстев и Николай Николаев.
През август 2007 г., след безредици и демонстрации в столичния квартал „Красна поляна“, от БНС „Еделвайс“ обявяват, че ще правят „национална гвардия“ – организация, която да защитава българите, основно от „циганския терор“.
През 2010 г. Боян Станков е свален с решение на организацията и начело застава триумвират. В него влизат водачът на софийската организация Звездомир Андронов, водачът на пазарджишката структура Асен Кръстев и Николай Николаев, водач на спортната структура. За водач на софийската организация е избран Пламен Димитров.
В края на 2010 г. Звездомир Андронов оглавява организацията еднолично.
Бившият лидер Боян Расате оглавява листите на партия със сходно звучащо име „Български национален съюз „Нова демокрация“ (БНС-НД) за предсрочните парламентарни избори на 5 октомври 2014 г. По този повод от „Еделвайс“ излизат с публично становище, подчертаващо, че организацията БНС „Еделвайс“ няма нищо общо с партията БНС-НД и че БНС „Еделвайс“ не подкрепя „гласно или негласно“ нито една от политическите партии, участващи в изборите.
Сътрудничи в съвместни инициативи с националистическата партия ВМРО – Българско национално движение, неонацистката организация Кръв и чест, Национална легия на българската младеж и Млада гвардия.
Организацията е регистрирана като юридическо лице с нестопанска цел в частна полза.

## Дейности
През годините БНС организира редица събития, сред които най-значимо като обществен отзвук и брой посетители е ежегодния марш в памет на ген. Христо Луков в първите дни на февруари. Всяка година събитието привлича хиляди хора от България и чужбина и е най-голямото националистическо събитие в страната.
БНС също така организира културни и спортни събития. Провеждащият се второ десетилетие "Ден на Българската младеж" е спортен празник, в който вземат участие стотици младежи в различни градове от страната, а събраните средства отиват за благотворителност.
Организацията чества и български герои като Владо Черноземски, с шествие до паметника му във Велинград, Тодор Александров, с поход до лобното му място в Пирин по повод годишнината от убийството му, пилотът Димитър Списаревски до мястото, на което пада самолета му.
БНС подкрепя българските общности в Украйна, Молдова, РС Македония, Албания, Косово, Гърция, Сърбия с редовни акции, дарения и книги.
През последните години БНС организира и много лекции на историческа и военна тематика, като изявени лектори са ген. Желко Гласнович, хърватски генерал, воювал за независимостта на страната си срещу Югославия, Йоост Стридом от африканерския град Орания в ЮАР и проф. Никола Алтънков.

## Критики
"БНС „Еделвайс“ е партия с фашистки и неонацистки възгледи, а държавата бездейства.Тя трябва да бъде закрита". е мнение на редица крайнолеви, комунистически и либерални граждани, активисти и партии. Организацията възприема себе си като продължител на Съюза на българските национални легиони (СБНЛ) – ултранационалистическа профашистка и пронацистка организация в България, активна през 1932 – 1944 година и определяна като най-мощното фашистко движение в българската история.
Поради участието си в организирането на ежегодния „Луковмарш“, както и поради други прояви, БНС „Еделвайс“ е проводник на неофашистки, неонацистки, расистки и хомофобски идеи.